# 抗体薬物複合体

抗体薬物複合体（ADC）の概略構造

抗体薬物複合体（こうたいやくぶつふくごうたい、Antibody-drug conjugate；ADC）は、がん治療の標的治療薬として設計されたバイオ医薬品の一種である。化学療法とは異なり、ADCは健康な細胞を温存しながら腫瘍細胞を標的として殺傷することを目的としている。2019年現在、約56社の製薬会社がADCを開発している。
ADCは、生物学的に活性な細胞障害性（抗がん性）物質や薬物とそれに結合した抗体からなる複合分子である。ADCは、生体分子結合物質および免疫複合体の一例である。
ADCは、モノクローナル抗体の標的能力と細胞障害性薬剤の殺癌能力を組み合わせたものである。また、健康な組織と病気の組織を識別するように設計することも可能である。

## 作用機序
抗がん剤は、特定の腫瘍抗原（例えば、理想的には腫瘍細胞内または腫瘍細胞上にのみ存在するタンパク質）を特異的に標的とする抗体と共有結合している。抗体ががん細胞の表面にある抗原に結合すると、抗体と標的タンパク質（抗原）の生化学的反応が腫瘍細胞内のシグナルを誘発し、腫瘍細胞は抗体と共に細胞毒素を吸収または内在化する。ADCが細胞内に取り込まれた後、細胞毒が抗体から切り離されて毒性を発揮し、がんを死滅させる。これにより標的細胞以外へ薬物が分布しなくなり、副作用が緩和され、他の化学療法剤よりも広い治療域が得られる。
ADC技術は、科学雑誌を含む多くの出版物で紹介されている。

## 開発史
1900年、ドイツのノーベル賞受賞者パウル・エールリヒによって、腫瘍細胞を狙い、それ以外の細胞を無視する薬剤が考案された。
2001年、ゲムツズマブ オゾガマイシンが、大体評価項目を用いた試験に基づいて加速承認プロセスにより承認された。2010年6月、有益性を示さないエビデンスと重大な毒性を示すエビデンスが蓄積されたとして、米国食品医薬品局（FDA）は同社に市場からの撤退を強く要請した。その後2017年に米国市場に再導入された。日本では2005年5月に承認されており、他の抗癌剤との併用が禁じられていたため、承認撤回の対象とはならなかった。
最初の抗体薬物複合免疫修飾薬（immunology antibody-drug conjugate；iADC）であるABBV-3373は、関節リウマチ患者を対象とした第IIa相試験で疾患活動性の改善を示した。2番目のiADCであるABBV-154を皮下注射した被験者の有害事象と疾患活動性の変化を評価する試験が進行中である。
2018年7月、第一三共株式会社とGlycotope GmbHは、Glycotope社の腫瘍関連MUC1抗体（TA-MUC1抗体）であるガチポツズマブと第一三共独自のADC技術の組み合わせによる抗体薬物複合体の開発に関する協定を締結した。ガチポツズマブは腫瘍細胞に発現するTA-MUC1と非腫瘍細胞に発現するMUC1を区別できるとされている。
2019年、アストラゼネカは第一三共とのDS-8201の共同開発を開始した。乳癌治療におけるトラスツズマブの代替を目的としている。通常の抗体薬物複合体は抗体1分子あたり4つの薬物分子を担持しているが、DS-8201は8つ担持している。

## 例
| 複合体                        | 薬物 (毒素)                | 日本承認年 | 適応疾患 |
| ----------------------------- | -------------------------- | ---------- | --- |
| ゲムツズマブ オゾガマイシン   | オゾガマイシン*            | 2005       | 再発または難治性のCD33陽性の急性骨髄性白血病 |
| トラスツズマブ エムタンシン   | メルタンシン               | 2013       | HER2陽性の手術不能または再発乳癌 HER2陽性の乳癌における術後薬物療法 |
| ブレンツキシマブ ベドチン     | モノメチルアウリスタチンE  | 2014       | ホジキンリンパ腫 末梢性T細胞リンパ腫 |
| イノツズマブ オゾガマイシン   | オゾガマイシン*            | 2018       | 再発または難治性のCD22陽性の急性リンパ性白血病 |
| トラスツズマブ デルクステカン | エキサテカン               | 2020       | 化学療法歴のあるHER2陽性の手術不能または再発乳癌（標準的な治療が困難な場合に限る） がん化学療法後に増悪したHER2陽性の治癒切除不能な進行・再発の胃癌                                         |
| セツキシマブ サロタロカン     | IRDyeR700DX                | 2020       | 切除不能な局所進行または局所再発の頭頸部癌 |
| ポラツズマブ ベドチン         | モノメチルアウリスタチンE  | 2021       | 再発または難治性のびまん性大細胞型B細胞リンパ腫 |
| エンホルツマブ ベドチン       | モノメチルアウリスタチンE  | 2021       | がん化学療法後に増悪した根治切除不能な尿路上皮癌 |
| サシツズマブ ゴビテカン       | SN-38                      | －         | 再発または難治性の転移のあるトリプルネガティブ乳癌（mTNBC）の成人患者で、少なくとも2種類の前治療を受けた患者                                                                                |
| ベランタマブ マホドチン       | モノメチルアウリスタチンF  | －         | 免疫修飾薬、プロテアソーム阻害剤、抗CD38抗体による前治療にも拘わらず病状が進行した多発性骨髄腫の患者                                                                                        |
| モキセツモマブ パスドトクス   | 緑膿菌外毒素A断片PE38      | －         | 再発・難治性の有毛細胞白血病（HCL） |
| ロンカスツキシマブ テシリン   | アントラマイシン系抗生物質 | －         | 2種類以上の全身療法後の再発または難治性の大細胞型B細胞リンパ腫（特定不能のびまん性大細胞型B細胞リンパ腫（DLBCL, NOS）、低悪性度リンパ腫に起因するDLBCL、および高悪性度B細胞リンパ腫を含む） |
|                               | *：リンカーを含む          |            | |

## 接続部 (リンカー)
ADCでは、抗体と細胞障害性薬剤（抗がん剤）を安定的に結合させることが重要である。安定したADCリンカーは、腫瘍細胞に到達する前に細胞障害性ペイロードの脱落が少なく、安全性を向上させ、投与量を低減することができる。
リンカーには、ジスルフィド、ヒドラゾン、ペプチド（開裂型）、チオエーテル（非開裂型）などの化学構造が採用されている。前臨床試験および臨床試験において、開裂型リンカーおよび非開裂型リンカーの安全性が証明されている。ブレンツキシマブ ベドチンは酵素感受性の切断可能リンカーを持ち、合成抗悪性腫瘍剤であるモノメチルアウリスタチンE（MMAE）をヒト特異性CD30陽性悪性腫瘍細胞に送達することができる。MMAEは、微小管の重合を阻害することで細胞分裂を抑制する。MMAEは毒性が強いため、単剤での化学療法には使用できない。しかし、抗CD30モノクローナル抗体（cAC10、腫瘍壊死因子（TNF）受容体の細胞膜タンパク質）と結合したMMAEは、細胞外液中で安定である。カテプシンによって切断可能であり、安全に治療に応用できる。トラスツズマブ エムタンシンは、微小管形成阻害剤メルタンシン（DM-1）と抗体トラスツズマブの組み合わせで、安定した非可逆的リンカーを採用した薬剤である。
より優れた安定したリンカーが利用できるようになったことで、化学結合の機能が変化している。リンカーが切断可能か切断不可能かという性質は、細胞毒性薬に特定の特性をもたらす。例えば、非開裂型のリンカーは薬剤を細胞内に留めておく。その結果、抗体、リンカー、細胞障害性（抗がん性）薬剤の全体が標的となるがん細胞に入り、そこで抗体はアミノ酸へと分解され、細胞障害性薬剤が細胞内に放出される。一方、開裂型のリンカーは、がん細胞内の酵素によって切り離される。このとき、細胞毒を持つ薬剤は標的細胞から脱出し、傍細胞効果と呼ばれるプロセスで、近隣の細胞を攻撃することができる。
現在開発中の開裂型リンカーは、細胞毒と切断部位の間にもう1分子を追加するものである。これにより、開裂速度論を変えることなく、より柔軟性のあるADCを作成できる。現在、ペプチド中のアミノ酸を配列決定する方法であるエドマン分解に基づく、新しいペプチド切断法が開発されている。また、部位特異的複合体化（TDC）や、安定性と治療指数をさらに向上させる新規複合体化技術、α線放出型免疫複合体、抗体複合体ナノ粒子、抗体オリゴヌクレオチド複合体の開発も行われている。

## 調査研究

### 非天然アミノ酸
第一世代は、抗体中のシステインまたはリジン残基に非選択的に薬物を結合させる結合技術を使用しており、結果として不均質な混合物となる。このアプローチは、安全性と有効性が最適化されず、生物学的、物理的、薬理学的特性の最適化を複雑にする。非天然アミノ酸を部位特異的に組み込むことで、制御された安定した結合部位が生成される。これにより、薬物が抗体に正確に結合し、抗体と薬物の比率が制御された均質なADCを製造することができ、より良いADCを製造することが可能になる。大腸菌を用いた無細胞タンパク質合成系（open cell-free synthesis；OCFS）は、部位特異的に組み込まれた非天然アミノ酸を含むタンパク質の合成を可能にし、予測可能な高収率タンパク質合成と折り畳みのために最適化されうる。細胞壁がないため、非天然型因子を添加して転写、翻訳、折り畳みを操作し、精密なタンパク質発現調節を行うことが可能である。

### 他の疾患領域
開発中または臨床試験中のADCの大半は、腫瘍学および血液学分野の薬剤である。これは主に、現存するモノクローナル抗体の多くが様々な種類のがんを標的としていることに起因する。しかし一部の開発者は、他の重要な疾患領域への適用拡大を目指している。